# 1947 na política

## Eventos
- 25 de Fevereiro - O Governo português determina que cessem as restrições ao consumo de energia eléctrica, em vigor desde a Segunda Guerra Mundial.
- 1 de Março – O Fundo Monetário Internacional inicia suas operações.
- 12 de Março - Presidente estadunidense Harry Truman, em um dramático discurso ao seu congresso anuncia a Doutrina Truman e é iniciada a Guerra Fria.
- Abril - O Manifesto de Oxford, é elaborado no Wadham College de Oxford por representantes de 19 partidos políticos liberais, liderados por Salvador de Madariaga, é um documento que descreve as bases princípios políticos da Internacional Liberal.
- 21 de novembro - Começa a Conferência das Nações Unidas em Comércio e Emprego, em Havana, Cuba.
- Ano da criação da arma AK-47.

## Nascimentos
| Data            | Nome                         | Profissão | Nacionalidade              | Observações | Ref   |
| --------------- | ---------------------------- | --- | -------------------------- | ----------- | ----- |
| 14 de fevereiro | Judd Gregg                   | político | Estados Unidos             |             |       |
| 16 de fevereiro | Veríssimo Correia Seabra     | presidente da Guiné-Bissau em 2003                                                                                         | Portugal (Guiné-Bissau)    | m. 2004     |       |
| 24 de março     | Christine Gregoire           | governadora de Washington                                                                                                  | Estados Unidos             |             |       |
| 31 de março     | César Gaviria                | Presidente da República da Colômbia de 1990 a 1994 e Secretário-geral da Organização dos Estados Americanos de 1994 a 2004 | Colômbia                   |             |       |
| 5 de abril      | Gloria Macapagal-Arroyo      | presidente das Filipinas de 2001 a 2010                                                                                    | Filipinas                  |             |       |
| 24 de abril     | Josep Borrell                | político | Espanha                    |             |       |
| 5 de maio       | Malam Bacai Sanhá            | presidente da Guiné-Bissau de 1999 a 2000                                                                                  | Portugal (Guiné-Bissau)    |             | [ 1 ] |
| 10 de maio      | Roberto Carneiro             | político | Portugal                   |             |       |
| 18 de maio      | John Bruton                  | primeiro-ministro da República da Irlanda de 1994 a 1997                                                                   | Irlanda                    |             |       |
| 2 de junho      | Abílio Osório Soares         | último governador de Timor-Leste nomeado pela Indonésia                                                                    | Portugal (Timor Português) | m. 2007     |       |
| 6 de junho      | David Blunkett               | político | Reino Unido                |             |       |
| 25 de julho     | Adolfo Rodríguez Saá         | presidente da Argentina em 2001                                                                                            | Argentina                  |             |       |
| 30 de julho     | Arnold Schwarzenegger        | ator e político | Áustria                    |             |       |
| 31 de agosto    | Somchai Wongsawat            | político | Tailândia                  |             |       |
| 3 de setembro   | Kjell Magne Bondevik         | político | Noruega                    |             |       |
| 26 de setembro  | Josef Jahrmann               | político | Áustria                    |             |       |
| 28 de setembro  | Herbert Haupt                | político | Áustria                    |             |       |
| 26 de outubro   | Hillary Rodham Clinton       | ex-primeira dama americana e Secretária de Estado dos Estados Unidos desde 2009                                            | Estados Unidos             | .           |       |
| 29 de outubro   | Jerzy Feliks Fedorowicz      | político | Polónia                    |             |       |
| 10 de novembro  | Bashir Gemayel               | presidente do Líbano em 1982                                                                                               | Líbano                     | m. 1982     |       |
| 22 de novembro  | Alfredo Cristiani            | presidente de El Salvador de 1989 a 1994                                                                                   | El Salvador                |             |       |
| 27 de novembro  | Ismail Omar Guelleh          | presidente do Djibouti desde 1999                                                                                          | Etiópia                    |             |       |
| 13 de dezembro  | Luis Ángel González Macchi   | presidente do Paraguai de 1999 a 2003                                                                                      | Paraguai                   |             |       |
| 14 de dezembro  | Dilma Rousseff               | Presidente do Brasil de 2011 a 2016                                                                                        | Brasil                     |             |       |
| 21 de dezembro  | Esperidião Amin Helou Filho  | político | Brasil                     |             |       |
| 22 de dezembro  | Porfirio Lobo Sosa           | presidente das Honduras desde 2010                                                                                         | Honduras                   |             |       |
| ??              | Enio Antônio Marques Pereira | político | Brasil                     |             |       |

## Mortes
| Data           | Nome                        | Profissão                                                                                  | Nacionalidade | Observações | Ref |
| -------------- | --------------------------- | ------------------------------------------------------------------------------------------ | ------------- | ----------- | --- |
| 12 de janeiro  | Afrânio Peixoto             | médico, político e escritor                                                                | Brasil        | n. 1876     |     |
| 7 de maio      | José Severiano Maia         | político                                                                                   | Brasil        | n. 1871     |     |
| 9 de maio      | Miguel Abadía Méndez        | Presidente da República da Colômbia de 1926 a 1930                                         | Colômbia      | n. 1867     |     |
| 28 de dezembro | Vítor Emanuel III da Itália | Rei de Itália de 1900 a 1946, Imperador da Etiópia em 1941 e Rei da Albânia de 1939 a 1943 | Egito         | n. 1869     |     |